# Helvella albella
Helvella albella Quél. – gatunek grzybów z rodziny piestrzycowatych (Helvellaceae).

## Systematyka i nazewnictwo
Pozycja w klasyfikacji według Index Fungorum: Helvella, Helvellaceae, Pezizales, Pezizomycetidae, Pezizomycetes, Pezizomycotina, Ascomycota, Fungi.
Po raz pierwszy takson ten opisał w 1896 r. Lucien Quélet i jest do tej pory obowiązująca. Synonim: Leptopodia albella (Quél.) Boud.

## Morfologia
Owocnik
Składający się z siodłowato wygiętego kapelusza i trzonu. Kapelusz o średnicy 2–5 (7) cm, siodłowaty, nieregularnie pofalowany i skręcony, złożony z dwóch wzniesionych, okrągławych płatów z podwiniętymi brzegami. Powierzchnia zewnętrzna kasztanowobrązowa, orzechowobrązowa, ochrowobrązowa, pomarańczowobrązowa, czarniawobrązowa, wewnętrzna biaława, szara, szarobrązowa do żółtobrązowej, drobnoziarnista do gruboziarnistej, drobno filcowata. Trzon o wysokości 4–10 cm wysokości i grubości 0,5–1 cm, nieco cylindryczny, wewnątrz pełny, chrzęstny, śnieżnobiały, co najwyżej lekko żółtawy, nie żłobiony, lekko matowy.
Cechy mikroskopowe
Worki 300–350 × 18–25 µm. Zarodniki w masie białe, 18–25 × 11–17 µm, eliptyczne, bezbarwne, gładkie, z dużymi centralnie położonymi gutulami. Parafizy proste lub rozgałęzione u podstawy, septowane.
Gatunki podobne
Helvella ephippium, Helvella latispora, Helvella compressa, Helvella elastica, Helvella lacunosa, Helvella crispa, Helvella latispora, Cudonia circinans.

## Występowanie i siedlisko
Helvella albella występuje w Ameryce Północnej, Europie i Azji. W Europie jest szeroko rozprzestrzeniona i podano wiele jej stanowisk od Morza Śródziemnego po Islandię i południową część Półwyspu Skandynawskiego. W piśmiennictwie naukowym jedyne stanowisko tego gatunku w Polsce podano w 2018 r. w projektowanym Turnickim Parku Narodowym. Więcej stanowisk i bardziej aktualnych podaje internetowy atlas grzybów. Znajduje się w nim na liście gatunków zagrożonych i wartych objęcia ochroną.
Grzyb naziemny, saprotrof. Występuje w lasach, na trawiastych leśnych ścieżkach, często między mchami pod sosnami lub świerkami. Owocniki pojawiają się od lata do późnej jesieni.